# Al Ain
Al Ain (tiếng Ả Rập: ٱلٱعَـيْـن, al-ayn, nghĩa đen là con Suối) là một thành phố ở khu vực phía Đông của tiểu vương quốc Abu Dhabi, Các tiểu vương quốc Ả Rập Thống nhất. Nằm gần biên giới với Oman, Al Ain còn được gọi là "Thành phố vườn của Vùng Vịnh" do lượng cây xanh dồi dào của thành phố, đặc biệt là liên quan đến các ốc đảo, công viên, đại lộ rợp bóng cây và đường vòng trang trí, với sự kiểm soát chiều cao nghiêm ngặt cho các tòa nhà mới khi không được xây quá bảy tầng. Đây là thành phố nội địa lớn nhất ở Các Tiểu vương quốc Ả Rập Thống nhất, tổng thể lớn thứ tư (sau Dubai, Abu Dhabi và Sharjah), và lớn thứ hai tại Tiểu vương quốc Abu Dhabi. Các đường cao tốc nối Al-Ain, Abu Dhabi và Dubai tạo thành một tam giác địa lý trong cả quốc gia, mỗi thành phố cách nhau kia khoảng 130 km (81 dặm).
Al-Ain là nơi mà Sheikh Zayed bin Sultan Al Nahyan, người sáng lập ra đất nước Các Tiểu vương quốc Ả Rập Thống nhất, đã dành phần lớn cuộc đời của mình, ít nhất là từ năm 1927, trước khi trở thành người trị vì Tiểu vương quốc Abu Dhabi năm 1966. Mặc dù công chúng thường được tin rằng ông được sinh ra ở Abu Dhabi, một số người cho rằng ông được sinh ra ở Al-Ain.

## Lịch sử

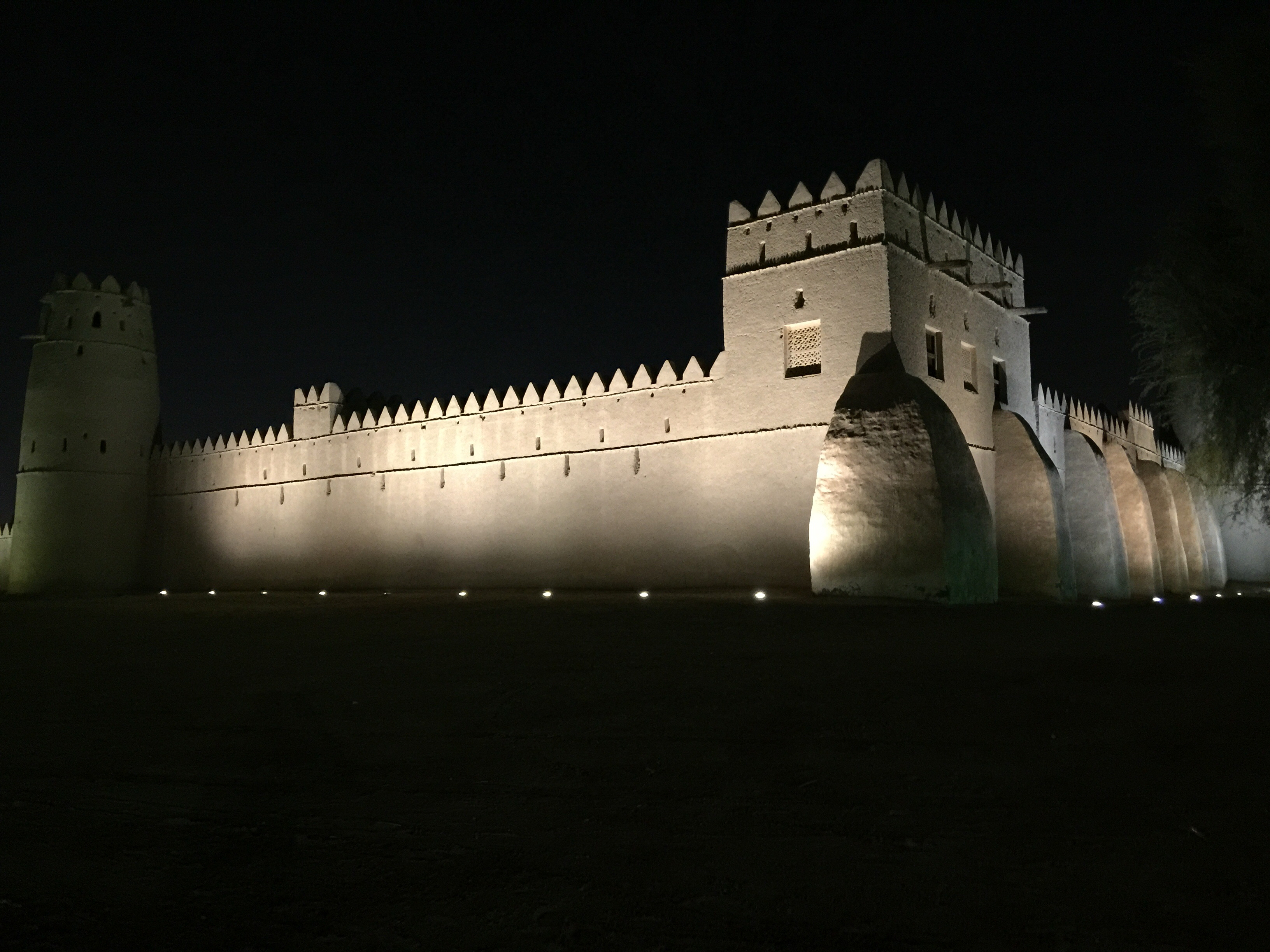
Pháo đài Al-Jahili, một trong những lâu đài cổ lớn nhất khu vực

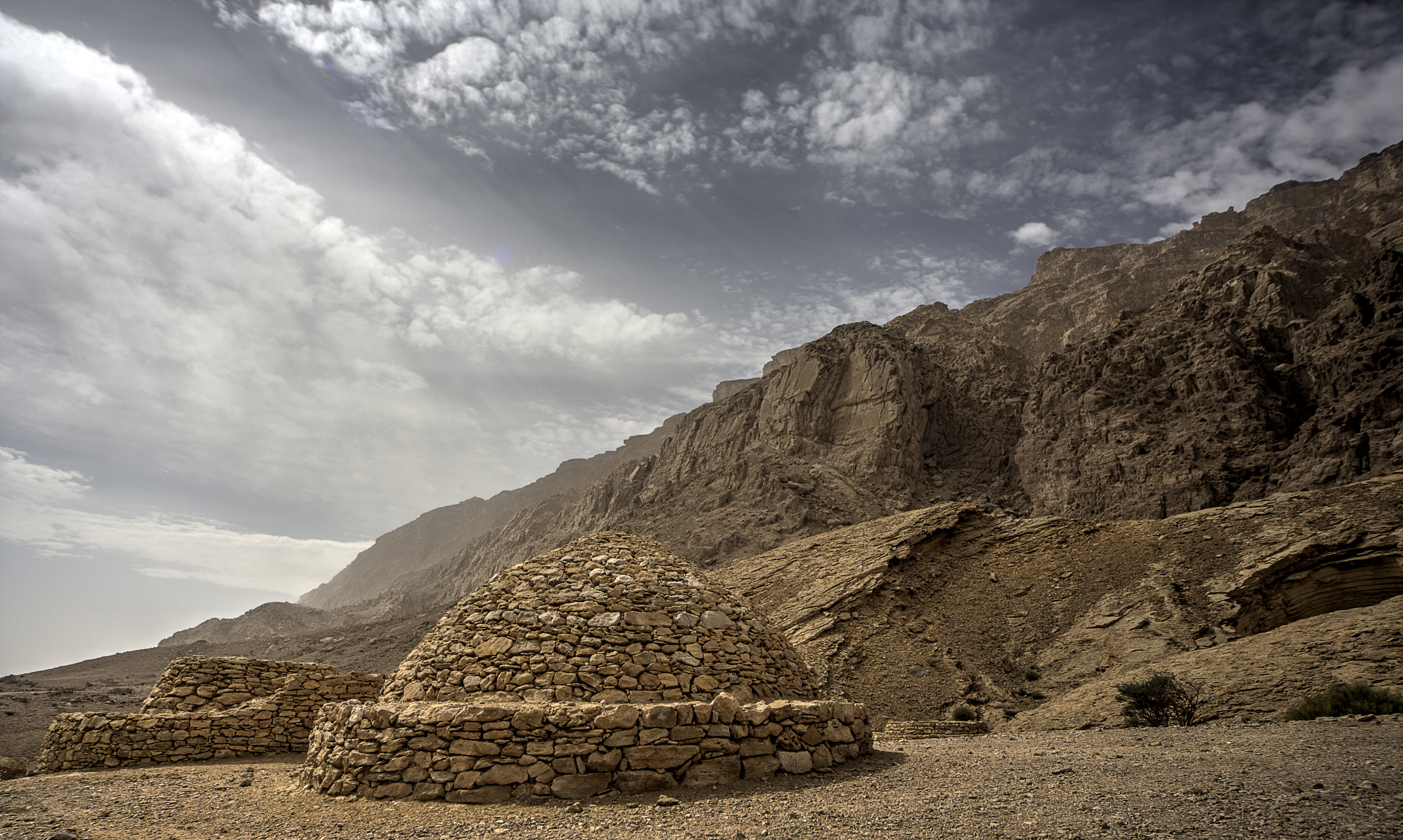
Những ngôi mộ tổ ong ở quận Jebel Hafeet là bằng chứng về nơi ở của con người trong khu vực khoảng 5.000 năm trước

Trong lịch sử, một phần của Tawam hoặc ốc đảo Al-Buraimi, Al Ain đã có người ở gần 8.000 năm trước, với các địa điểm khảo cổ cho thấy sự định cư của con người tại những nơi như Al-Rumailah, Hili và Jabel afeet. Những nền văn hóa ban đầu đã xây dựng những ngôi mộ "tổ ong" cho người chết và tham gia săn bắt và hái lượm trong khu vực. Ốc đảo cung cấp nước cho các trang trại sớm cho đến thời hiện đại.
Địa điểm chôn cất vào thời đại đồ đồng thường tái sử dụng các vật liệu từ các vụ chôn cất trước đó. Ví dụ, ngôi mộ chung của Wadi Suq tại ốc đảo Qattara được cho là được xây dựng từ những viên đá được phục hồi từ các chôn cất Umm Al Nar trước đây.
Tìm thấy tại Qattara bao gồm bình và bát clorit thời Wadi Suq và thanh kiếm và dao găm ngắn cuối thời đại đồ đồng. Các vật phẩm được thu hồi cũng bao gồm đồ trang sức carnelian, thường được liên kết bởi các nhà sử học UAE với các liên quan thương mại đến văn minh lưu vực sống Ấn. Một phát hiện được quan tâm đặc biệt từ Qattara là một mặt dây chuyền Thời đại đồ đồng được phát hiện vào những năm 1970 mô tả một cặp động vật có sừng hai thân hoặc quấn chặt. Được làm từ electrum, một hợp kim của bạc và vàng, mô típ được tìm thấy lặp đi lặp lại ở một số địa điểm Thời đại đồ đồng ở UAE. Thời đại đồ sắt tìm thấy trong và xung quanh Al Ain bao gồm aflāj (kênh nước ngầm) ở Bidaa bint Saud, Al-Ain và Al-Buraimi đã được đặt từ nhiều thế kỷ trước thời kỳ của đế chế Achaemenid, trước đây đã được ghi nhận với sự đổi mới.
Al Ain ban đầu nằm trong vùng ảnh hưởng của Dhawahir, một bộ tộc Bedouin đã định cư Dhahirah trước Buraimi. Một làn sóng người định cư sau đó, Na'im, từ lâu đã có mối quan hệ không thoải mái với Dhawahir và hai bộ lạc thường xuyên xảy ra tranh chấp. Số lượng 4.500, Dhawahir bao gồm ba tiểu mục: Daramikah, người đã sinh sống Hili, Mutared và Qattara; Jawabir ở Al Ain và Bani Saad sống ở Jimi. Ở trong các ngôi làng cho mùa hè, vào mùa đông, cộng đồng sẽ di chuyển khắp các bang Trúcial.
Một số lợi ích chen lấn vì ảnh hưởng đối với các bộ lạc Buraimi, bao gồm Quốc vương của Muscat bên Oman, Wahhabis (người đã thực hiện một số vụ xâm nhập) và Hoàng gia của các bang Trúcial, đặc biệt là Bani Yas của Abu Dhabi, người đã có được những vùng đất rộng lớn đất đai, chủ yếu từ Dhawahir. Sự bá đạo này đối với Al Ain đã được củng cố bởi Sheikh Zayed bin Khalifah Al Nahyan, được biết đến với cái tên 'Zayed Đại đế', một nhà lãnh đạo mạnh mẽ và lôi cuốn, người đã chiếm được khu định cư chính của Dhawahir 'Ain Dhawahir (tên ban đầu của Al Ain) khi các bộ lạc nổi dậy chống lại ông vào năm 1877. Ông đã xây dựng một pháo đài, một trong những công sự được thành lập bởi nhiều lợi ích khác nhau để kiểm soát ốc đảo, nhằm củng cố sự thống trị của ông đối với ốc đảo và thành lập một Wali, bổ nhiệm một thành viên của Dhawahir làm thủ lĩnh.
Wilfred Pattiger đã đến thăm Al-Ain vào cuối những năm 1940, trong chuyến du hành xuyên qua Khu phố trống. Anh đã gặp Sheikh Zayed và ở cùng anh tại Pháo đài Al Muwaiji. Một cuộc tranh chấp đang diễn ra giữa Ả Rập Saudi, Abu Dhabi và Oman đã dẫn đến Tranh chấp Buraimi, một loạt các sự cố chứng kiến một lực lượng vũ trang Saudi tiến vào ốc đảo. Các lực lượng từ các trinh sát Trúcial Oman, cũng như quân đội của thành phố Muscat-Oman, đã đến để chiếm lại ốc đảo. Với sự can thiệp của Anh, các lực lượng Saudi đã đầu hàng, để lại ốc đảo trở lại trong tay của Abu Dhabi và Oman.
Năm 1971, Nữ hoàng Elizabeth II đã đến thăm khách sạn Hilton trong khu vực, trong chuyến tham quan vịnh Ba Tư. Sau khi giành được độc lập vào năm 1971, Al Ain đã trải qua sự tăng trưởng và đầu tư nhanh chóng như là một phần của tiểu vương quốc Abu Dhabi, nhanh chóng trở nên lớn hơn và thành công hơn Al-Buraimi của Oman. Năm 1972, Oman và Abu Dhabi đã thống nhất biên giới cuối cùng để phân chia Buraimi và Al Ain. Cho đến khi Sheikh Zayed qua đời vào năm 2004, mã thành phố của Al Ain đã cấm xây dựng các tòa nhà trong bốn tầng, ngoại trừ các khách sạn Hilton, Danat Al Ain và Rotana. Cho đến năm 2006, Buraimi và Al Ain đã chia sẻ một biên giới mở. Biên giới này đã bị đóng cửa vào tháng 11 năm 2006 và kiểm soát hộ chiếu đã được áp dụng

### Ốc đảo và Aflaj

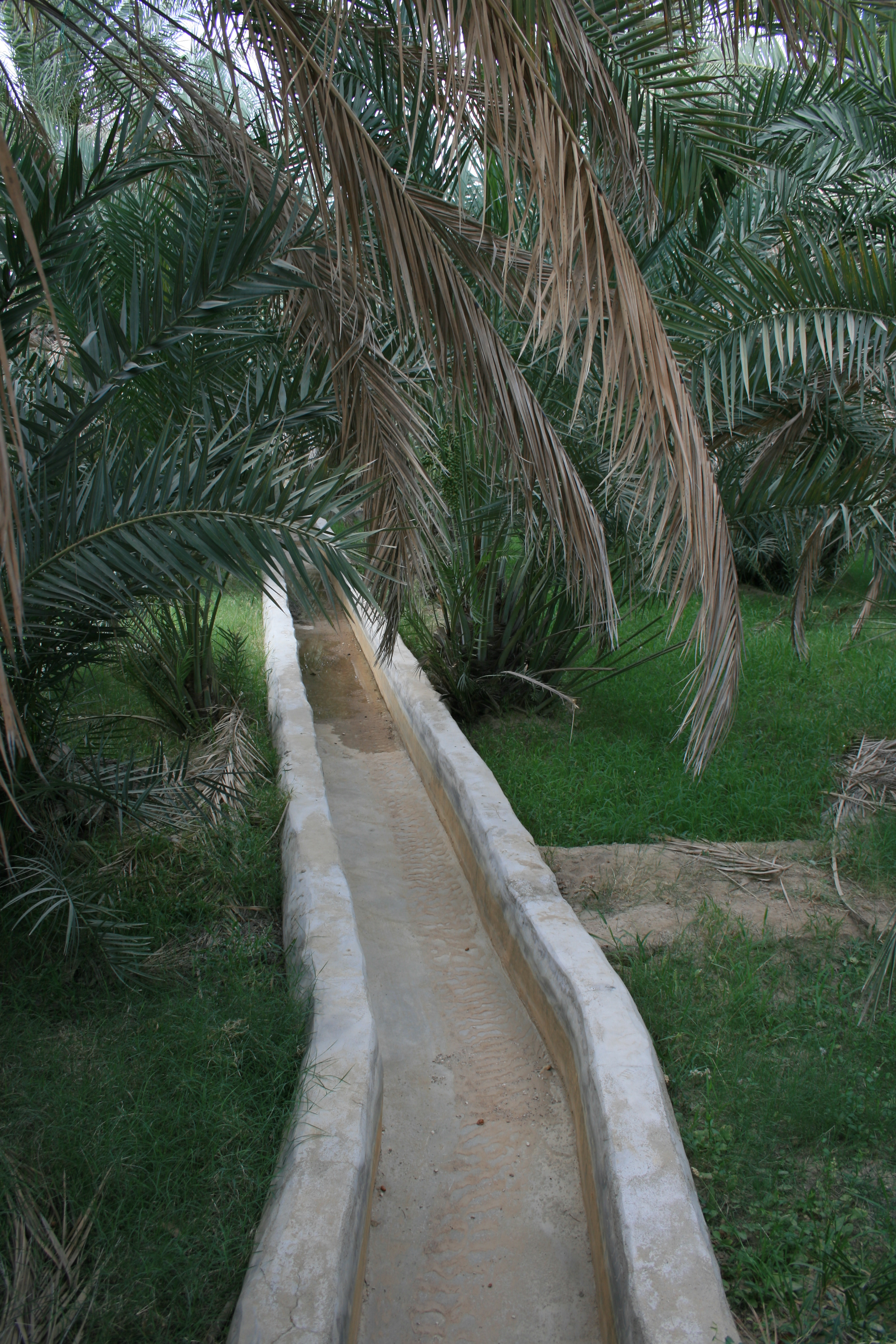
Hệ thống tưới tiêu falaj tại ốc đảo Al Ain

Các ốc đảo của thành phố được biết đến với hệ thống tưới ngầm (falaj hoặc qanāt) mang nước từ các lỗ khoan đến các trang trại nước và cây cọ. Thủy lợi Falaj là một hệ thống cổ có niên đại hàng ngàn năm và được sử dụng rộng rãi ở Oman, UAE, Trung Quốc, Iran và các quốc gia khác. Có bảy ốc đảo ở đây. Lớn nhất là ốc đảo Al Ain, gần Old Sarooj, và nhỏ nhất là ốc đảo Al-Jtionary. Các ốc đảo còn lại bao gồm Al Qattara, Al-Mu‘taredh, Al-Jimi, Al-Muwaiji và Hili.
Ví dụ về aflaj bao gồm Falaj Hazza, được đặt theo tên của anh trai của Sheikh Zayed, Hazza bin Sultan Al Nahyan, và có một quận được đặt theo tên của ông.

## Địa lí và khí hậu
Al Ain nằm cách thủ phủ Abu Dhabi khoảng 160 km (99 dặm) về phía đông và cách Dubai khoảng 120 km (75 dặm) về phía nam. Khu vực phía đông có diện tích khoảng 13.100 km2 (5.100 dặm vuông). Oman nằm ở phía đông, Dubai và Sharjah ở phía bắc, Abu Dhabi ở phía tây và sa mạc Rub' al Khali và Ả Rập Saudi ở phía nam. Địa hình của Al-Ain là nơi duy nhất có thay đổi khi đi về phía đông. Jebel Hafeet ("Núi Hafeet") được coi là một trong những di tích của Al-Ain, nằm ngay phía đông nam và cao tới 1.300 m (4.300 ft). Những đụn cát có kết cấu khác nhau nhuốm màu đỏ với oxit sắt nằm ở phía bắc và phía đông của Al-Ain.
Thành phố có khí hậu hoang mạc nóng (phân loại khí hậu Köppen BWh), với mùa hè dài, cực kỳ nóng và mùa đông mát mẻ. Ở Al-Ain, lượng mưa trung bình hàng năm là 96 mm (3,8 in) và độ ẩm tương đối trung bình là 60% (Đại học United Arab Emirates, 1993). Độ ẩm thấp ở Al-Ain, đặc biệt là vào mùa hè, khiến nó trở thành điểm đến phổ biến của nhiều người vào thời điểm đó trong năm. Boer (1997) đã phân loại khí hậu UAE là siêu khô cằn và chia thành bốn vùng khí hậu: vùng ven biển dọc theo vịnh Ba Tư, vùng núi phía đông bắc của UAE, vùng đồng bằng sỏi quanh Al Ain, và sa mạc cát miền trung và miền nam. Lượng mưa nhiều hơn và nhiệt độ thấp hơn xảy ra ở phía đông bắc so với khu vực phía nam và phía tây. Lượng mưa trung bình hàng tháng quanh Al-Ain là 100–120 mm (3,9-14,7 in) trong giai đoạn từ năm 1970 đến 1992.
| Dữ liệu khí hậu của Sân bay quốc tế Al Ain (1995–2017) | Dữ liệu khí hậu của Sân bay quốc tế Al Ain (1995–2017) | Dữ liệu khí hậu của Sân bay quốc tế Al Ain (1995–2017) | Dữ liệu khí hậu của Sân bay quốc tế Al Ain (1995–2017) | Dữ liệu khí hậu của Sân bay quốc tế Al Ain (1995–2017) | Dữ liệu khí hậu của Sân bay quốc tế Al Ain (1995–2017) | Dữ liệu khí hậu của Sân bay quốc tế Al Ain (1995–2017) | Dữ liệu khí hậu của Sân bay quốc tế Al Ain (1995–2017) | Dữ liệu khí hậu của Sân bay quốc tế Al Ain (1995–2017) | Dữ liệu khí hậu của Sân bay quốc tế Al Ain (1995–2017) | Dữ liệu khí hậu của Sân bay quốc tế Al Ain (1995–2017) | Dữ liệu khí hậu của Sân bay quốc tế Al Ain (1995–2017) | Dữ liệu khí hậu của Sân bay quốc tế Al Ain (1995–2017) | Dữ liệu khí hậu của Sân bay quốc tế Al Ain (1995–2017) |
| Tháng                                                  | 1                                                      | 2                                                      | 3                                                      | 4                                                      | 5                                                      | 6                                                      | 7                                                      | 8                                                      | 9                                                      | 10                                                     | 11                                                     | 12                                                     | Năm                                                    |
| ------------------------------------------------------ | ------------------------------------------------------ | ------------------------------------------------------ | ------------------------------------------------------ | ------------------------------------------------------ | ------------------------------------------------------ | ------------------------------------------------------ | ------------------------------------------------------ | ------------------------------------------------------ | ------------------------------------------------------ | ------------------------------------------------------ | ------------------------------------------------------ | ------------------------------------------------------ | ------------------------------------------------------ |
| Cao kỉ lục °C (°F)                                     | 31.8 (89.2)                                            | 36.6 (97.9)                                            | 42.9 (109.2)                                           | 44.4 (111.9)                                           | 49.3 (120.7)                                           | 49.0 (120.2)                                           | 49.2 (120.6)                                           | 48.8 (119.8)                                           | 47.8 (118.0)                                           | 43.1 (109.6)                                           | 37.5 (99.5)                                            | 35.0 (95.0)                                            | 49.3 (120.7)                                           |
| Trung bình ngày tối đa °C (°F)                         | 24.8 (76.6)                                            | 27.5 (81.5)                                            | 31.5 (88.7)                                            | 37.0 (98.6)                                            | 42.2 (108.0)                                           | 44.6 (112.3)                                           | 44.9 (112.8)                                           | 44.6 (112.3)                                           | 41.9 (107.4)                                           | 37.7 (99.9)                                            | 31.5 (88.7)                                            | 26.9 (80.4)                                            | 36.3 (97.3)                                            |
| Trung bình ngày °C (°F)                                | 18.4 (65.1)                                            | 20.6 (69.1)                                            | 24.1 (75.4)                                            | 29.0 (84.2)                                            | 33.7 (92.7)                                            | 35.9 (96.6)                                            | 37.0 (98.6)                                            | 37.1 (98.8)                                            | 34.2 (93.6)                                            | 30.3 (86.5)                                            | 24.8 (76.6)                                            | 20.3 (68.5)                                            | 28.8 (83.8)                                            |
| Tối thiểu trung bình ngày °C (°F)                      | 12.7 (54.9)                                            | 14.4 (57.9)                                            | 17.3 (63.1)                                            | 21.5 (70.7)                                            | 25.5 (77.9)                                            | 27.8 (82.0)                                            | 30.0 (86.0)                                            | 30.5 (86.9)                                            | 27.4 (81.3)                                            | 23.6 (74.5)                                            | 18.9 (66.0)                                            | 14.7 (58.5)                                            | 22.0 (71.6)                                            |
| Thấp kỉ lục °C (°F)                                    | 5.6 (42.1)                                             | 5.9 (42.6)                                             | 9.9 (49.8)                                             | 13.2 (55.8)                                            | 18.0 (64.4)                                            | 20.9 (69.6)                                            | 22.8 (73.0)                                            | 21.9 (71.4)                                            | 21.8 (71.2)                                            | 16.2 (61.2)                                            | 13.0 (55.4)                                            | 7.4 (45.3)                                             | 5.6 (42.1)                                             |
| Lượng mưa trung bình mm (inches)                       | 11.6 (0.46)                                            | 4.7 (0.19)                                             | 19.1 (0.75)                                            | 5.9 (0.23)                                             | 0.7 (0.03)                                             | 0.7 (0.03)                                             | 5.5 (0.22)                                             | 1.6 (0.06)                                             | 0.9 (0.04)                                             | 0.6 (0.02)                                             | 1.7 (0.07)                                             | 8.3 (0.33)                                             | 61.3 (2.41)                                            |
| Độ ẩm tương đối trung bình (%)                         | 63                                                     | 55                                                     | 48                                                     | 36                                                     | 30                                                     | 33                                                     | 37                                                     | 35                                                     | 39                                                     | 43                                                     | 53                                                     | 61                                                     | 44                                                     |
| Nguồn: National Center of Meteorology                  |                                                        |                                                        |                                                        |                                                        |                                                        |                                                        |                                                        |                                                        |                                                        |                                                        |                                                        |                                                        |                                                        |

## Nhân khẩu
Với dân số 766.936 (tính đến năm 2017), thành phố có tỷ lệ sinh sống của công dân Tiểu vương quốc cao nhất ở UAE (30,8%), mặc dù phần lớn cư dân là người nước ngoài, đặc biệt là từ tiểu lục địa Ấn Độ. Nhiều người đến từ Bangladesh và Pakistan, và một số lượng lớn người Afghanistan đến từ tỉnh Khost.

## Kinh tế

Toàn cảnh thành phố Al-Ain, từ trên đỉnh của nhà thờ Sheikha Salama, with Jabal Hafeet ở phía sau

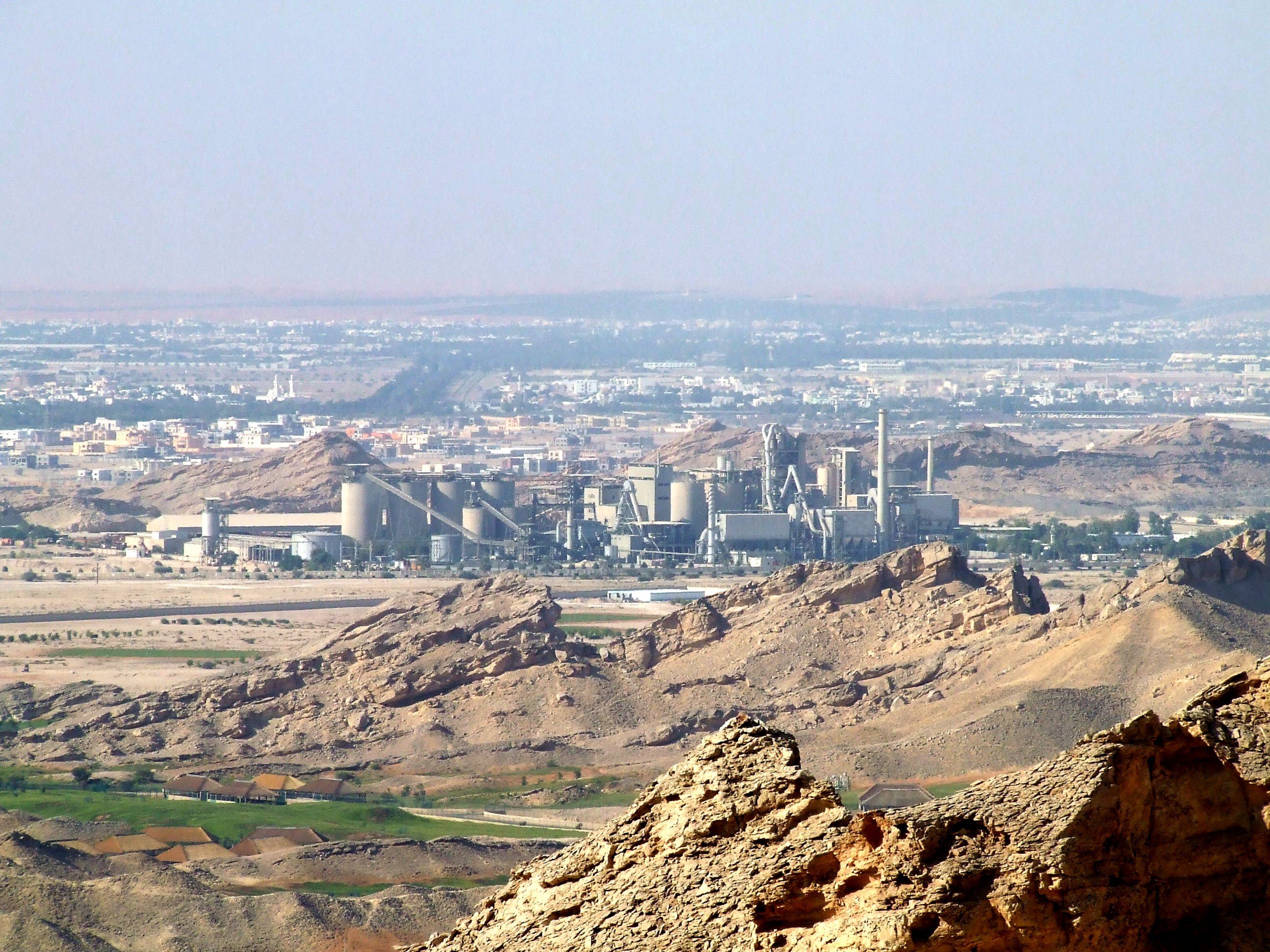
Nhà máy xi măng Al Ain

Al Ain là một trung tâm dịch vụ quan trọng cho một khu vực rộng lớn kéo dài đến Oman. Có ba trung tâm mua sắm lớn là Al Ain Mall, Al Jimi Mall và Al Bawadi Mall (khai trương năm 2009 tại khu vực Al Khrair) cũng như souqs truyền thống cho trái cây và rau quả và chăn nuôi. Công nghiệp đang phát triển, nhưng vẫn ở quy mô nhỏ, và bao gồm nhà máy đóng chai Coca-Cola và Công trình xi măng Al Ain Portland. Nước ở Al-Ain có chất lượng tốt. Các ngành công nghiệp dịch vụ như bán xe hơi, cơ khí và các nghệ nhân khác được đặt tại khu vực được gọi là Chợ Sanaiya và Chợ Pattan. Cơ sở hạ tầng xã hội và chính phủ bao gồm Trường Cao đẳng Công nghệ, các cơ sở y tế được trang bị tốt bao gồm bệnh viện giảng dạy tại Tawam, khu vực huấn luyện quân sự và sân bay quốc tế Al Ain.

## Giao thông
Al-Ain được kết nối thông qua Đường Dubai Al-Ain đến Al Faqa 'và Dubai ở phía bắc, cũng kết nối với Al Madam ở Tiểu vương quốc Sharjah qua Al-Shwaib. Nó cũng được kết nối với Abu Dhabi ở phía tây, Al-Qu'a ở phía đông nam và Mezyad ở phía tây nam.

## Du lịch và giải trí

Khách sạn Mercure được xây gần đỉnh của Jebel Hafeet

Al-Ain đang phát triển như một điểm đến du lịch. Không khí sa mạc khô cằn làm cho nó trở thành một nơi trú ẩn chào đón từ độ ẩm ven biển của các thành phố lớn. Nhiều công dân Tiểu vương quốc tại Abu Dhabi có nhà nghỉ trong thành phố làm cho nó trở thành một điểm đến cuối tuần phổ biến cho các gia đình từ thủ phủ. Các điểm tham quan của nó bao gồm Bảo tàng Quốc gia Al Ain, Bảo tàng Cung điện Al Ain, một số pháo đài được khôi phục và Công viên Khảo cổ Hili, có từ thời đại đồ đồng. Jebel Hafeet, một ngọn núi đo 1.340 mét (0,83 dặm), thống trị các vùng lân cận. Nó là nơi phổ biến để đặt chân vào khu suối khoáng tại Green Mubazzarah dưới chân núi, và lái xe đến đỉnh núi vào lúc hoàng hôn. Các điểm tham quan khác bao gồm Sở thú Al Ain, một công viên giải trí tên là "Thành phố vui chơi Hili", nhiều công viên được duy trì tốt, phổ biến với các gia đình vào buổi tối mùa hè và một ngôi làng di sản. Khai trương vào năm 2012, Wadi Adventure nằm gần Jebel Hafeet và cung cấp một loạt các hoạt động dưới nước bao gồm lướt sóng, chèo thuyền và đi bè. Trên đỉnh của Jabel Hafeet là khách sạn Mercure.

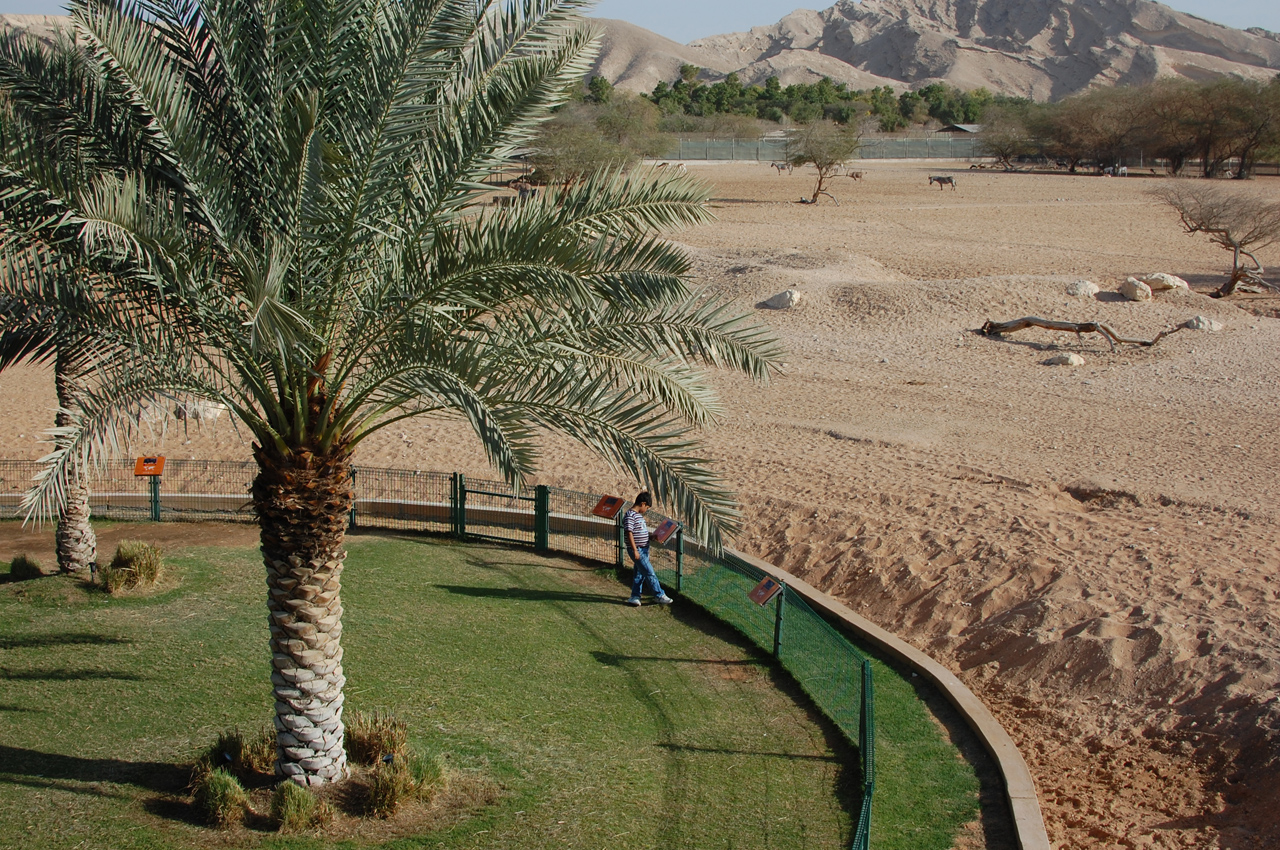
Vườn thú Al Ain

Al-Ain có năm trung tâm lớn - Al Ain Mall ở trung tâm thị trấn, Al-Jimi Mall ở quận Al-Jimi, Bawadi Mall ở quận Al-Khrair, Trung tâm thương mại Remal nằm ở quận Sanaiya và Hili Mall ở quận Hili. Hầu hết các hoạt động thương mại được tập trung trong và xung quanh trung tâm thị trấn. Một trò tiêu khiển phổ biến khác đối với người Dubai và người nước ngoài cũng như dành thời gian ở quán cà phê và quán cà phê shisha. Có rất nhiều Café ở Al-Ain, đa dạng về kích cỡ và chất lượng. Thành phố cũng có một mạch go-kart tiêu chuẩn quốc tế. Al-Ain Raceway đã được chọn để tổ chức Vòng chung kết Kartax Max World 2007, một sự kiện chứng kiến 220 tay đua từ hơn 55 quốc gia khác nhau cạnh tranh cho danh hiệu Karting thế giới. Al-Ain Raceway mở cửa cho công chúng vào tháng 5 năm 2008 và chứng minh một hoạt động phổ biến cho cả người dân địa phương và cả khách du lịch. Vào cuối năm 2010, trận chung kết Rotax Max World Karting 2011 sẽ được tổ chức tại Al-Ain Raceway, điều này sẽ đưa gần 1000 khách du lịch đến thành phố vườn nhỏ. Giống như phần còn lại của UAE, Al-Ain có luật nghiêm ngặt về việc tiêu thụ và phân phối rượu. Năm cơ sở trong thành phố hiện đang phục vụ rượu, Bốn trong số đó là khách sạn. Al-Ain Rotana, Hilton, Mercure Grand Jebel Hafeet và Danat Al-Ain Resort, tất cả các khách sạn đều có quán rượu, quán bar hoặc câu lạc bộ đêm. Ngoài các khách sạn, Al Ain Equestrian, Shoot & Golf Club ở Al-Maqam cũng phục vụ rượu. Hiện tại, chỉ có bốn địa điểm bán rượu để sử dụng riêng - Spinneys gần Quận Al-Jimi, một cửa hàng bên trái của khách sạn Hilton (bên cạnh khu nhân viên của khách sạn), Cửa hàng Chai rượu cao cấp phía sau Lulu Hypermarket Sana'iya và chợ Bắc Phi ở Sanaiya. Thành phố có hai đài phát thanh tiếng Anh - 100,1 Star FM, phát các bản hit nói tiếng Anh xen kẽ với các bản hit nói tiếng Ả Rập và 105,2 Abu Dhabi Classic FM, phát nhạc cổ điển.

## Thể thao, văn hóa và nghệ thuật
Al-Ain là một nơi nghỉ dưỡng văn hóa cho cư dân của các thành phố Dubai và Abu Dhabi. Đây là nơi tổ chức một lễ hội lớn của âm nhạc cổ điển, và là trụ sở của Al Ain FC, một trong những câu lạc bộ bóng đá thành công nhất ở UAE và cả trên bình diện châu Á. Đội bóng này có nhiều danh hiệu và chức vô địch gắn với tên của nó. Câu lạc bộ Al-Ain cũng có tám môn thể thao khác là: bóng ném, bóng chuyền, bóng rổ, bơi lội, bóng bàn, điền kinh, Jiu jitsu và Taekwondo.
Thành phố Hili Fun tổ chức hai đội khúc côn cầu trên băng, Al Ain Vipers và Ghantoot. Mỗi đội có các đội trưởng thành và thanh thiếu niên bắt đầu từ 4 tuổi. Đội nam Al-Ain Vipers đã giành giải vô địch khúc côn cầu Emirates trong mùa giải 2009-10.
Khu nghỉ mát Palm ở phía tây của thị trấn có một câu lạc bộ bóng bầu dục nổi tiếng với các đội trưởng thành và thanh thiếu niên, và Câu lạc bộ bóng đá quốc tế Al-Ain có ba đội trẻ, trong đó có một đội cho 7-9 tuổi. Có một trung tâm thể thao dưới nước tên là "Cuộc phiêu lưu của Wadi", với hồ bơi có tạo sóng và hướng dẫn viên lướt sóng. Ngoài ra, công viên có các phương tiện để chèo thuyền kayak và đi bè trên một dòng sông nhân tạo.

## Hình ảnh

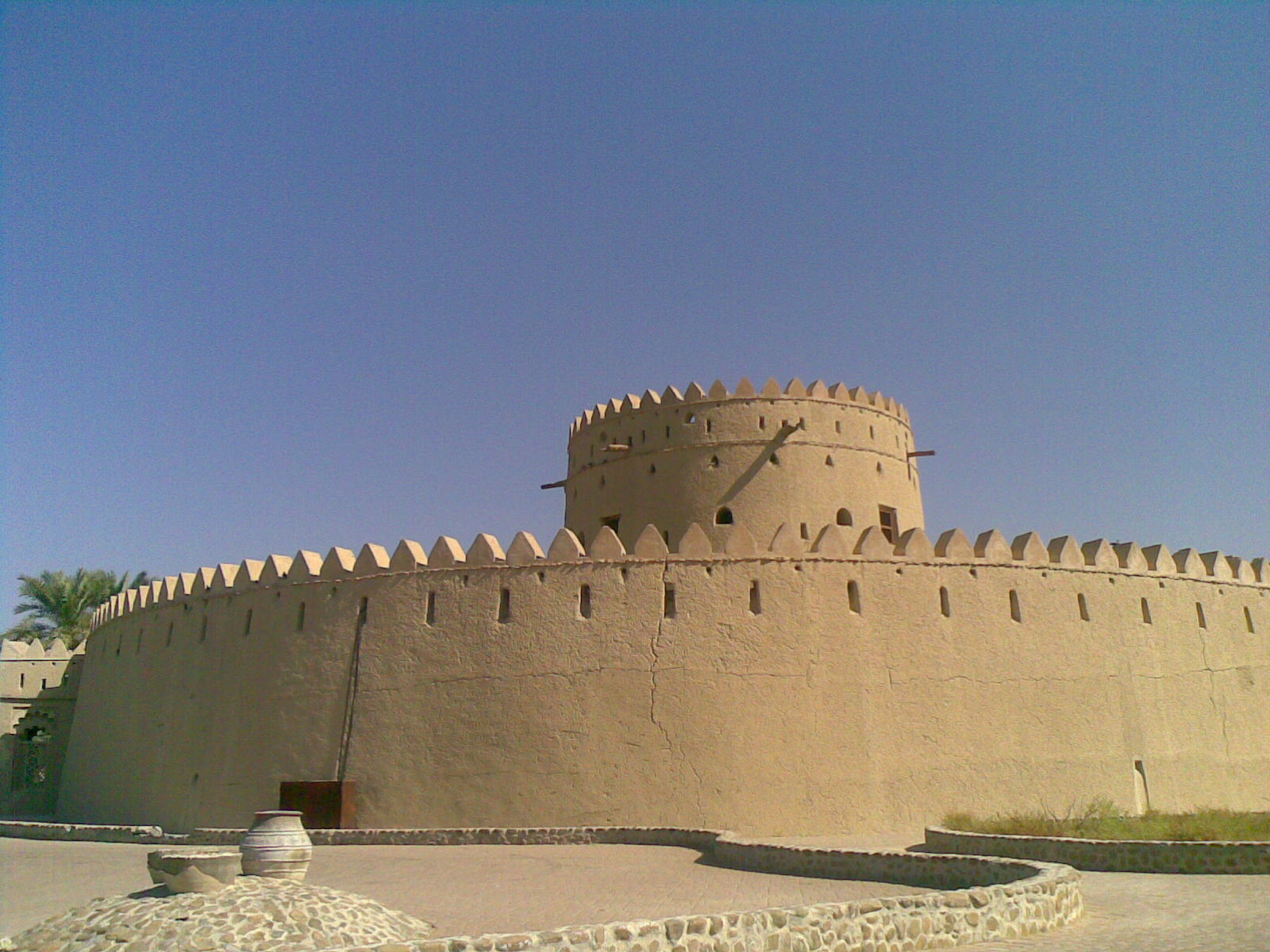
Tháp Al-Hili
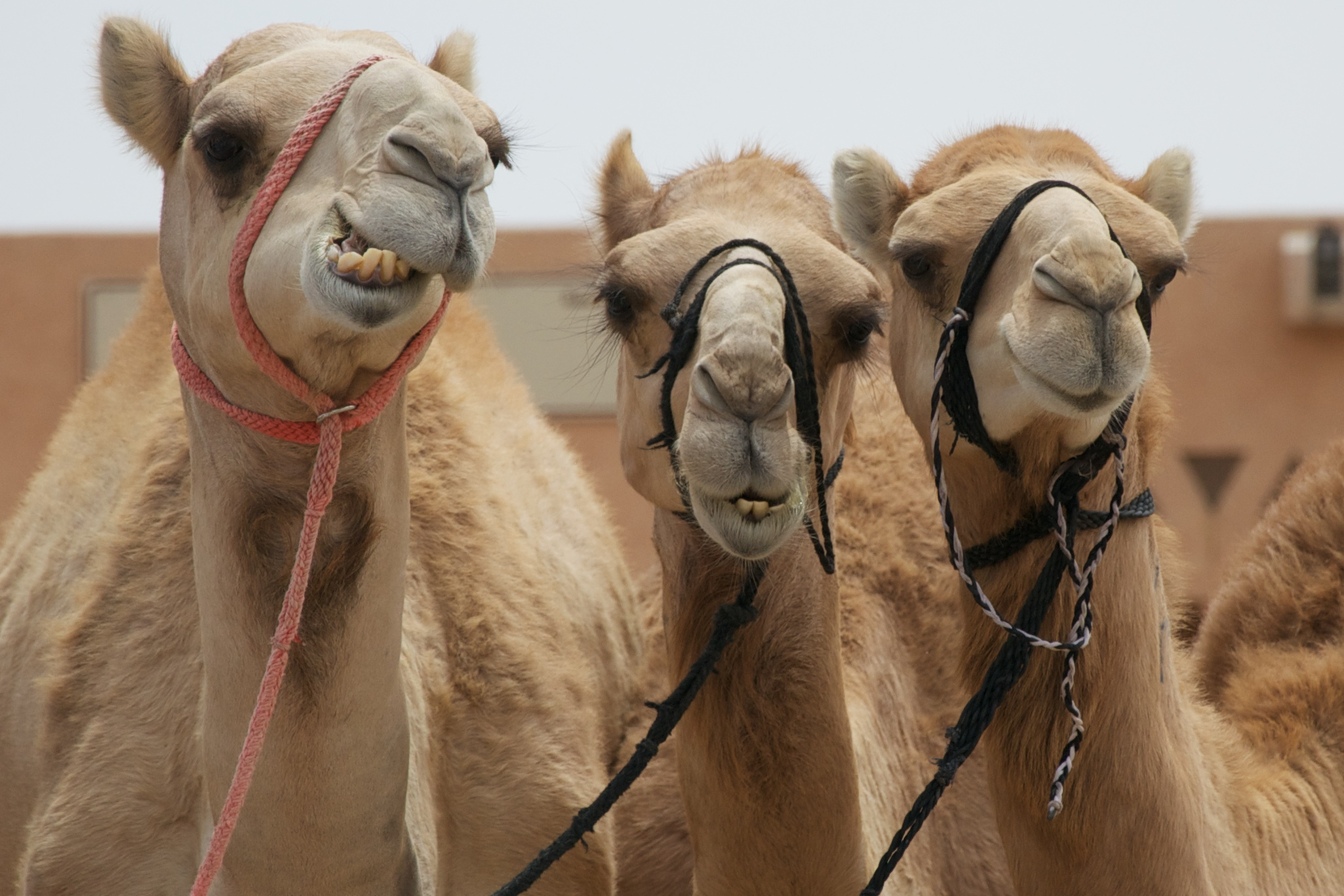
Lạc đà một bướu ở một khu chợ bán lạc đà của thành phố
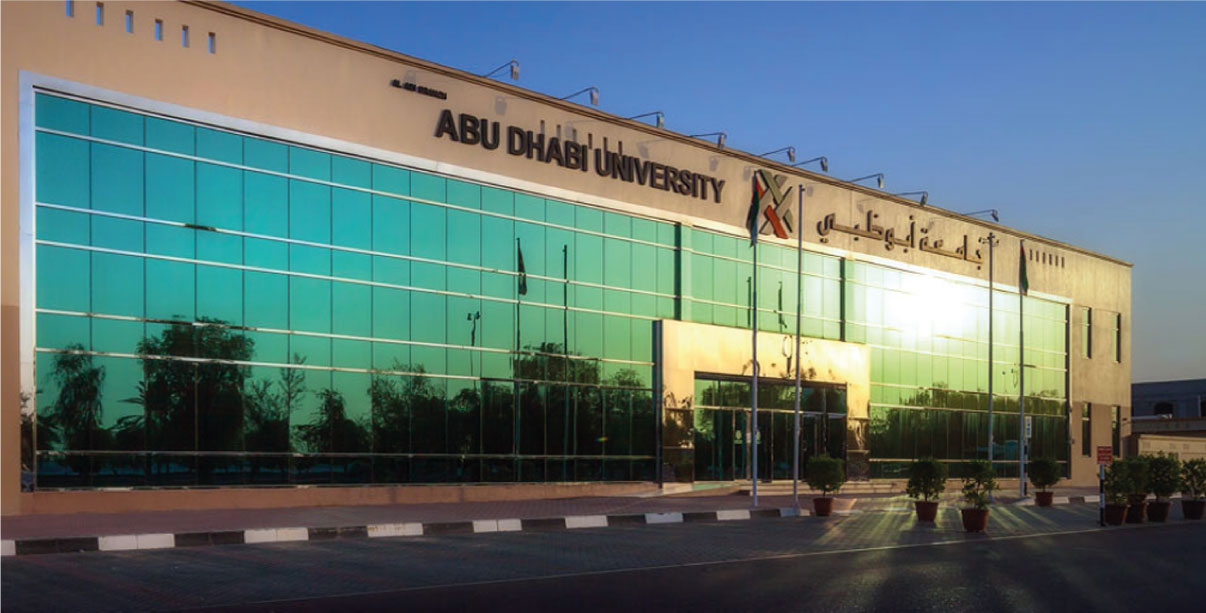
Chi nhánh của Đại học Abu Dhabi ở Al Ain
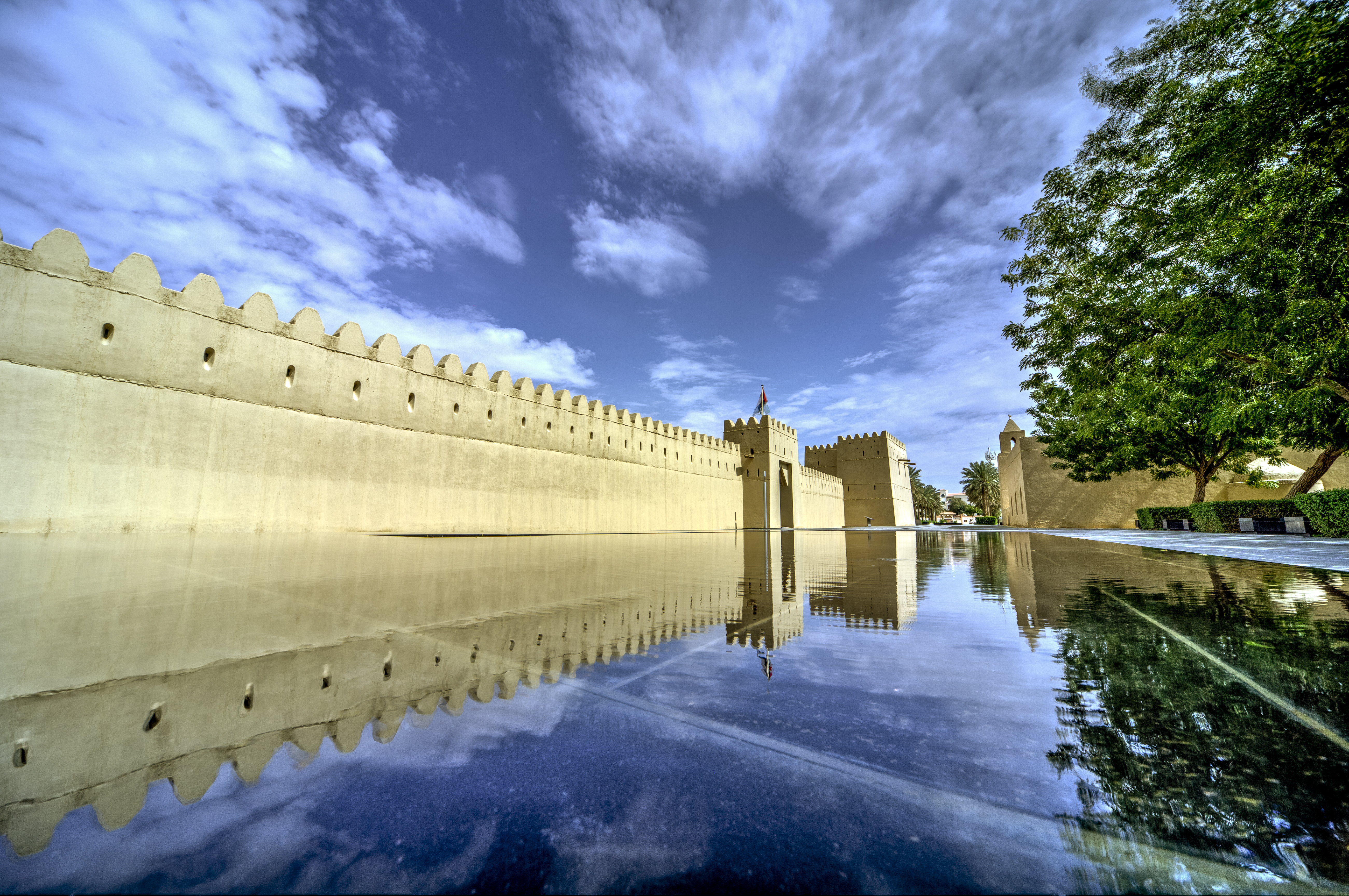
Qasr Al Muwaiji ở Al Ain là nơi sinh của Tổng thống đương nhiệm của UAE, Sheikh Khalifa bin Zayed Al Nahyan